# Ochthebius subpictus
Ochthebius subpictus es una especie de escarabajo del género Ochthebius, familia Hydraenidae. Fue descrita científicamente por Wollaston en 1857.
Se distribuye por Francia, en la comuna francesa de Sète. Mide 1,96 milímetros de longitud y su edeago 0,4 milímetros.